# Teatro Stabile di Brescia
Il CTB Teatro Stabile di Brescia è teatro Stabile di prosa a gestione pubblica di Brescia, situato in via Felice Cavallotti, 20. Il CTB Teatro Stabile di Brescia è nato nel 1974 per iniziativa del comune di Brescia e della provincia di Brescia, cui si è affiancata nel 1991 la Regione Lombardia.
La sigla CTB sta per Centro Teatrale Bresciano cioè l'ente pubblico (con personalità giuridica e con sede in Piazza della Loggia) cui fa capo l'attività teatrale di Brescia.

## Storia
Il CTB Teatro Stabile di Brescia fa parte dei diciassette teatri stabili pubblici italiani ed ha una particolarità che condivide solo con un altro teatro stabile, quello di Catania, quella, in pratica, di agire in una regione nella quale esiste un altro stabile, che nel nostro caso è il Piccolo Teatro di Milano. È un'eccezione questa che chiarisce il bisogno di teatro della regione Lombardia.
Nato da una compagnia che aveva raggiunto un livello di qualità nazionale, il CTB Teatro Stabile di Brescia si è dato uno statuto di Teatro Stabile Pubblico nel 1994 e da allora ha svolto continuativamente e con successo la sua attività a Brescia e in provincia.
L'anno di fondazione è il 1974 dall'attività della Compagnia della Loggetta e l'apporto creativo della regista Mina Mezzadri. Gli esordi del CTB sono affidati all'azione teatrale e di pensiero di Massimo Castri che è direttore del neonoato stabile fino al termine degli anni Ottanta. Le sue regie di Pirandello e Ibsen – prodotte dal CTB – sono tappe fondamentali nella storia del teatro di regia italiano della seconda metà del Novecento e forniscono al teatro bresciano l'occasione per costruire una propria identità a livello nazionale. Contestualmente alla presenza come direttore artistico, Massimo Castri chiama al CTB registi come Nanni Garella e Cesare Lievi, fondatore col fratello Daniele, scenografo, del Teatro dell'Acqua di Gargnano. I fratelli Lievi mettono in scena per il CTB Torquato Tasso e Clavigo di Goethe, un'anticipazione della storia recente dello stabile bresciano. Il testimone a fine anni ottanta poi passa a Sandro Sequi]che promuove un'eclettica apertura a diverse posizioni stilistiche. Sequi, regista raffinato e colto, caratterizzato da uno stile neobarocco e di respiro europeo, chiama a collaborare con lo stabile registi come Roman Viktiuk che realizza lo sconcertante l'intenso Play Strindberg di Friedrich Dürrenmatt, José Caldas, Cherif, Federico Tiezzi, Nanni Garella, Mina Mezzadri. La direzione artistica di Sequi propone cicli dedicati al teatro russo, al teatro francese e al teatro inglese con scambi internazionali che anticipano la necessità di un'apertura dello stabile ai fermenti europei.
Con la stagione 1996/1997 Cesare Lievi assume la direzione artistica del CTB e si pone in una posizione di continuità nei confronti della storia dello stabile ma anche con la consapevolezza che agire in uno scenario di rinnovamento dei testi e della drammaturgia di matrice europea sia necessario per restituire al teatro il suo ruolo etico. Tra le tante produzioni si citano: Torquato Tasso (1986), Clavigo (1988), Caterina di Heilbronn (1997), La brocca rotta (2003), Fotografia di una stanza (2005), Il mio amico Baggio (2006), La badante (2008), che con questo spettacolo ha ricevuto il premio UBU come migliore novità italiana, il premio internazionale intitolato ad Ennio Flaiano Il Pegaso d'oro per la regia e a luglio 2009 gli è stato assegnato il Premio UNESCO alla Cultura.
La voce registica di Lievi si affianca a quella di altri registi: Nanni Garella, Werner Waas, Valter Malosti, François Kahn, Monica Conti, Vincenzo Pirrotta, Elena Bucci e Marco Sgrosso fino a Danio Manfredini chiamati dal CTB per dare voce alle tendenze della scena contemporanea. Sguardo all'Europa con particolare attenzione alla feconda realtà tedesca, l'attenzione al contemporaneo e la consapevolezza che il teatro sia mezzo per pensare la realtà fanno del CTB Teatro Stabile di Brescia e della direzione artistica di Cesare Lievi l'esempio di una buona pratica per costruire un modo di intendere il teatro non meramente come svago, ma come specchio della complessità del quotidiano.
Una intensa collaborazione con La Compagnia Le Belle Bandiere si è protratta dal 2006 ad oggi che hanno messo in scena per il CTB: Macbeth di William Shakespeare, Hedda Gabler di Ibsen, Juana de la Cruz di Elena Bucci, La locandiera di Carlo Goldoni, L’amante di Harold Pinter, Ella di Herbert Achtenbusch, Antigone ovvero una strategia del rito, da Sofocle.
Dal 2 luglio 2010 la direzione del CTB Teatro Stabile di Brescia è affidata ad Angelo Pastore, già consulente del CTB dal 2000, si è occupato di programmazione teatrale a partire dagli anni Ottanta, iniziando la sua carriera allo stabile di Torino e successivamente al Franco Parenti di Milano mentre dal 2009 ha assunto l'incarico di direttore del teatro Quirino di Roma pur mantenendo la sua collaborazione con il teatro bresciano.
Consulente artistico dalla stessa stagione, Franco Branciaroli, attore e regista poliedrico conosciuto e applaudito dal pubblico bresciano nelle passate stagioni di prosa. Lo ricordiamo sui nostri palcoscenici in Otello di Shakespeare per la regia di Gabriele Lavia (1996); Medea, per la regia di Luca Ronconi (1998); La Moscheta (2001), Cos’è l’amore, dello stesso Branciaroli (2002) e Caligola (2004) di Camus, per la regia di Claudio Longhi e con le scene del bresciano Giacomo Andrico; Finale di partita di Samuel Beckett, per la regia dello stesso Branciaroli (2006); Vita di Galileo di Brecht, regia di Calenda (2008); Don Chisciotte, progetto e regia di Branciaroli (2009), che gli è valso il premio Pegaso d'oro 2009, Edipo Re di Sofocle (2010), per la regia di Antonio Calenda.
Il CTB Teatro Stabile produce, ogni stagione, spettacoli che vengono rappresentati in sede - nella sala del teatro Sociale e nella più piccola del teatro Santa Chiara – per poi essere venduti e inseriti nei circuiti di programmazione nazionale e talvolta anche internazionale grazie al livello culturale e artistico ormai generalmente riconosciutogli. Nella programmazione però non manca la realtà locale, le sue tradizioni, la sua lingua e i suoi artisti, curando la messa in scena d'importanti testi di autori dialettali contemporanei.
Accanto all'attività produttiva il CTB - Teatro Stabile di Brescia, organizza, all'interno di tre diverse rassegne, l'ospitalità di spettacoli di vario genere: teatro classico, teatro contemporaneo.
Si dedica, inoltre, ad attività culturali ormai fortemente radicate nella città quale le letture di poesie, conferenze, incontri e dibattiti svolti nel foyer del Teatro.